# Parada de Luis de Morales
La parada de Luis de Morales es una de las cabeceras de la línea de tranvía T1 de TUSSAM, conocida como Metrocentro. Se encuentra situada en la avenida Luis de Morales, en pleno corazón del barrio de Nervión, en una zona de la ciudad conocida por sus comercios, zonas de ocio y oficinas.

Plano de la T1 (Metrocentro)

| << cabecera | < parada     | línea | parada > | cabecera >> |
| ----------- | ------------ | ----- | -------- | ----------- |
| Plaza Nueva | Eduardo Dato | T1    | Terminal | Terminal    |